# Cymothoe nigeriensis
Cymothoe nigeriensis är en fjärilsart som beskrevs av Heinrich Neustetter. Cymothoe nigeriensis ingår i släktet Cymothoe och familjen praktfjärilar. Inga underarter finns listade i Catalogue of Life.